# Distretto di Pop
Il distretto di Pop è uno degli 11 distretti della Regione di Namangan, in Uzbekistan. Il capoluogo è Pop.